# Дет Грипс
Дет Грипс (на английски: Death Grips) е група съставена от Зак Хил, Анди Морин и MC Райд. Първият им микстейп „Exmilitary“ ги въвежда в сцената на хип-хопа. Техният стил е експериментален и много отличителен още от самото начало. Успяват да поставят на хип-хоп сцената футуристичен звук.

## Дискография
- Exmilitary (2011)
- No Love Deep Web (2012)
- The Money Store (2012)
- Government Plates (2013)
- Niggas On The Moon (2014)
- The Powers That B (2015)
- Fashion Week (Instrumentals) (2015)
- Bottomless Pit (2016)
- Year of the Snitch (2018)